# What Every Woman Wants
What Every Woman Wants é um filme de comédia produzido no Reino Unido em 1954, dirigido por Maurice Elvey e protagonizado por William Sylvester, Elsie Albiin e Brenda De Banzie.
É baseado na peça teatral Relations Are Best Apart, de Edwin Lewis.